# Oana Bîzgan
Oana-Mioara Bîzgan-Gayral (n. 18 iulie 1980, Calafat, Dolj, România) este o politiciană română, aleasă în 2016 deputat în București din partea Uniunii Salvați România (USR). A demisionat din partid în noiembrie 2017.

## Biografie
Oana s-a născut în Calafat și a trăit până la 19 ani în Reșița. În anul 2000, a plecat în Suedia la studii și a obținut o diplomă de licență în Administrarea Afacerilor și una de master în Strategie și Organizare la Universitatea din Göteborg. În 2003, a participat la un scurt program de schimb de experiență în cadrul London School of Economics, iar în 2005, a făcut un schimb de studii la Hautes Études Commerciales în Montréal.

### Experiență profesională
Până în anul 2008, a activat profesional în Franța și Suedia în domeniul consultanței în afaceri. În această perioadă, a fost analist de afaceri la Kalin Setterberg în Stockholm și la Amadeus IT Group în Nisa, și consultant management la Sogeti Capgemini Group în Paris.
Din ianuarie 2009, a revenit în România unde și-a dezvoltat cariera în mediul privat. A lucrat întâi la  Roland Berger în poziția de consultant, ocupându-se de dezvoltare strategică, analize de piață, vânzări, strategii de marketing, restructurări, îmbunătățirea performanței, organizare și managementul schimbării. Din 2011 până în 2014, a lucrat în cadrul Lafarge  Romania, mai întâi ca director de Strategie și Dezvoltarea Afacerilor, iar apoi ca director de Pricing și Performanță Comercială. Ulterior, până la sfârșitul anului 2015, a fost implicată în construcția unui proiect de start-up din poziția de director de Strategie și Comercial.
În februarie 2015, Oana a făcut pasul spre administrație publică, din poziția de consilier al viceprim-ministrului – ministrul economiei, comerțului și relațiilor cu mediul de afaceri, și cea de Chief of Staff la InvestRomania (agenția guvernamentală dedicată atragerii de investiții străine), în Guvernul Cioloș. Printre realizările echipei din această perioadă se numără crearea primului site în engleză centrat pe investitori străini și oportunități de afaceri, Ghidul Investitorului Străin, filmul de promovare a României ca destinație de afaceri “Romania – The Strategic Choice” (comunicat de presa 11 oct 2016 ) și Ghidul Exportatorului Român.

### Cariera politică
În urma alegerilor din 11 decembrie 2016, Bîzgan a fost aleasă deputat de București în Parlamentul României din partea Uniunii Salvați România. În acea legislatură, ea a fost președinte al Comisiei pentru egalitatea de șanse între femei și bărbați și membră a Comisiei pentru politică economică, reformă și privatizare din cadrul Camerei Deputaților.